# Geeloorparkiet
De geeloorparkiet (Ognorhynchus icterotis) is een vogel uit de familie Psittacidae (papegaaien van Afrika en de Nieuwe Wereld). Het is een bedreigde vogelsoort in Colombia en noordelijk Ecuador. 

## Kenmerken
De vogel is 42 cm lang en lijkt een beetje op een ara. De vogel is overwegend geel van onder en groen van boven. Kenmerkend is de gele vlek op de zijkant van de kop en rond het oog. De snavel is groot en donker van kleur.

## Verspreiding en leefgebied

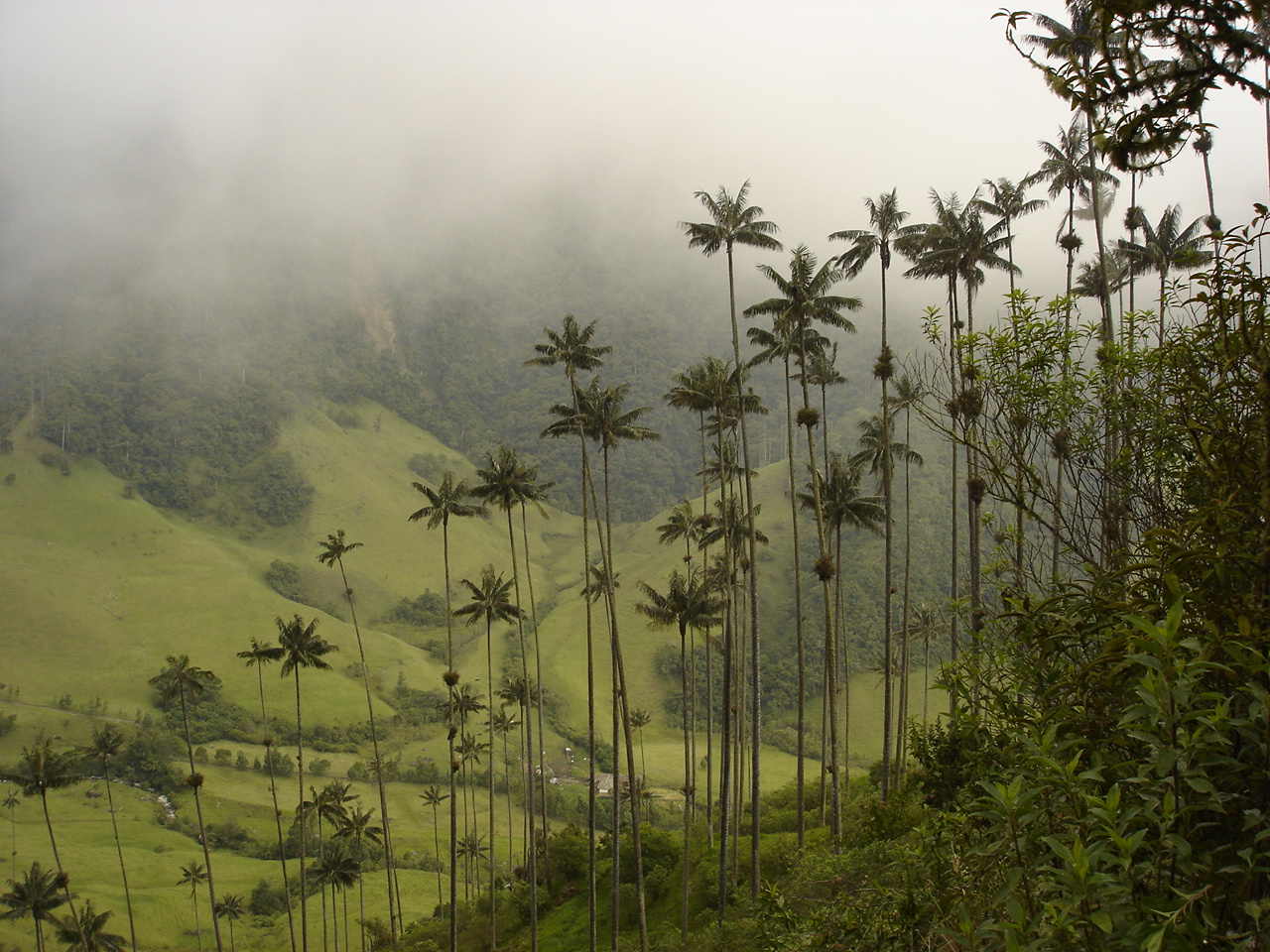
Blik op de Cocoravallei (Colombia) met Ceroxylon quindiuense palmen

Deze soort komt voor in de Andes in vochtige montane bossen tussen de 1200 en 3400 m boven zeeniveau in Colombia en noordelijk Ecuador, met een voorkeur voor terrein waarin de waspalm Ceroxylon quindiuense groeit. Ooit was deze parkiet zeer algemeen in dit habitat. Nu komt de soort zeer plaatselijk voor in geschikt habitat in de Andes.

## Status
De geeloorparkiet heeft een versnipperd en beperkt verspreidingsgebied en daardoor is de kans op uitsterven aanwezig. De grootte van de populatie werd in 2013 geschat op 1408 individuen en de populatie-aantallen nemen af door habitatverlies. Het leefgebied wordt aangetast door ontbossing, waarbij bijvoorbeeld in Colombia 90 tot 93% van het natuurlijk bos is omgezet in gebied voor agrarisch gebruik, zoals de aanplant van uitheemse boomsoorten. Om deze redenen staat deze soort als kwetsbaar op de Rode Lijst van de IUCN.